# Idiodes tenuicorpus
Idiodes tenuicorpus là một loài bướm đêm trong họ Geometridae.